# Prignano sulla Secchia
Prignano sulla Secchia é uma comuna italiana da região da Emília-Romanha, província de Modena, com cerca de 3.530 habitantes. Estende-se por uma área de 80 km², tendo uma densidade populacional de 44 hab/km². Faz fronteira com Baiso (RE), Castellarano (RE), Palagano, Polinago, Sassuolo, Serramazzoni, Toano (RE).

## Demografia
| Variação demográfica do município entre 1861 e 2011                               |
|                                                                                   |
| Fonte: Istituto Nazionale di Statistica (ISTAT) - Elaboração gráfica da Wikipedia |